# (31737) Carriecoombs
(31737) Carriecoombs est un astéroïde de la ceinture principale.

## Description
(31737) Carriecoombs est un astéroïde de la ceinture principale. Il fut découvert le 10 mai 1999 à Socorro (Nouveau-Mexique) par le projet LINEAR. Il présente une orbite caractérisée par un demi-grand axe de 2,38 UA, une excentricité de 0,08 et une inclinaison de 6,0° par rapport à l'écliptique.

## Compléments